# Вальтер фон Акстельм
Вальтер Моріц Генріх Вольфганг фон Акстельм (нім. Walther von Axthelm; 23 грудня 1893, Герсбрук — 6 січня 1972, Траунштайн) — німецький офіцер, генерал зенітних військ люфтваффе. Кавалер Лицарського хреста Залізного хреста.

## Біографія
На військовій службі в Німецькій імперській армії з 15 вересня 1913 року, почав службу у 8-му Баварському польовому артилерійському полку. Учасник Першої світової війни. 21 січня 1917 року був призначений ад'ютантом дивізіону в своєму полку, а 9 вересня того ж року — командиром батареї. Після реорганізації армії залишився служити в рейхсвері. Обіймав посади батальйонного ад'ютанта і командира взводу.
У 1925 році закінчив зенітні курси в Вільгельмсгафені і в травні того ж призначений на посаду командира батареї. 1 жовтня 1935 року був переведений в Імперське військове міністерство, де зайняв посаду радника з зенітному озброєння інспекції артилерії, а з 1 квітня 1933 року — начальник групи L3, рівно через два роки після цього група була передана до складу інспекції зенітної артилерії. 13 серпня призначений командиром полку «Герман Герінг». Учасник Польської і Французької кампаній. 25 листопада 1940 року стало командиром 1-ї зенітної бригади, з 11 листопада 1941 року займав посаду командира 1-го зенітного корпусу, а 25 листопада був затверджений на посаді.
1-й зенітний корпус в складі 2-го повітряного флоту брав участь в боях на радянсько-німецькому фронті. З 11 січня 1942 року служив в Берліні, де зайняв посаду інспектора зенітної артилерії, а з 1 квітня 1943 року паралельно був інспектором 76-го зенітного штабу (маскувальна назва штабу зенітних частин, які мали на озброєнні ракети Фау-2). 31 березня 1945 року був знятий з усіх посад і призначений на посаду генерала військової підготовки зенітних частин.
8 травня 1945 року взятий у полон Армією США. 1 липня 1947 року звільнений.

## Звання
- Кандидат в офіцери (15 вересня 1913)
- Фенріх (8 липня 1914)
- Лейтенант (24 вересня 1914)
- Оберлейтенант (6 квітня 1918)
- Гауптман (1 жовтня 1926)
- Майор (1 серпня 1934)
- Оберстлейтенант (1 січня 1937)
- Оберст (1 лютого 1939)
- Генерал-майор (19 вересня 1940)
- Генерал-лейтенант (1 жовтня 1942)
- Генерал зенітних військ (1 квітня 1944)

## Нагороди
- Залізний хрест
  - 2-го класу (5 жовтня 1914)
  - 1-го класу (25 серпня 1915)
- Орден «За заслуги» (Баварія) 4-го класу
  - з мечами (22 лютого 1915)
  - з короною (2 травня 1918)
- Нагрудний знак «За поранення» в чорному
- Почесний хрест ветерана війни з мечами
- Медаль «За вислугу років у Вермахті»
  - 4-го, 3-го і 2-го класу (18 років) (2 жовтня 1936) — отримав 3 медалі одночасно.
  - 1-го класу (25 років) (1 жовтня 1938)
- Медаль «У пам'ять 13 березня 1938 року» (16 грудня 1938)
- Медаль «У пам'ять 1 жовтня 1938» із застібкою «Празький град»
- Застібка до Залізного хреста
  - 2-го класу (29 травня 1940)
  - 1-го класу (27 червня 1940)
- Лицарський хрест Залізного хреста (4 вересня 1941)
- Нагрудний знак зенітної артилерії люфтваффе (3 жовтня 1941)